# Hieracium argentatum
Hieracium argentatum là một loài thực vật có hoa trong họ Cúc. Loài này được (Pugsley) P.D.Sell mô tả khoa học đầu tiên năm 2006.